# Neptune (míssil)

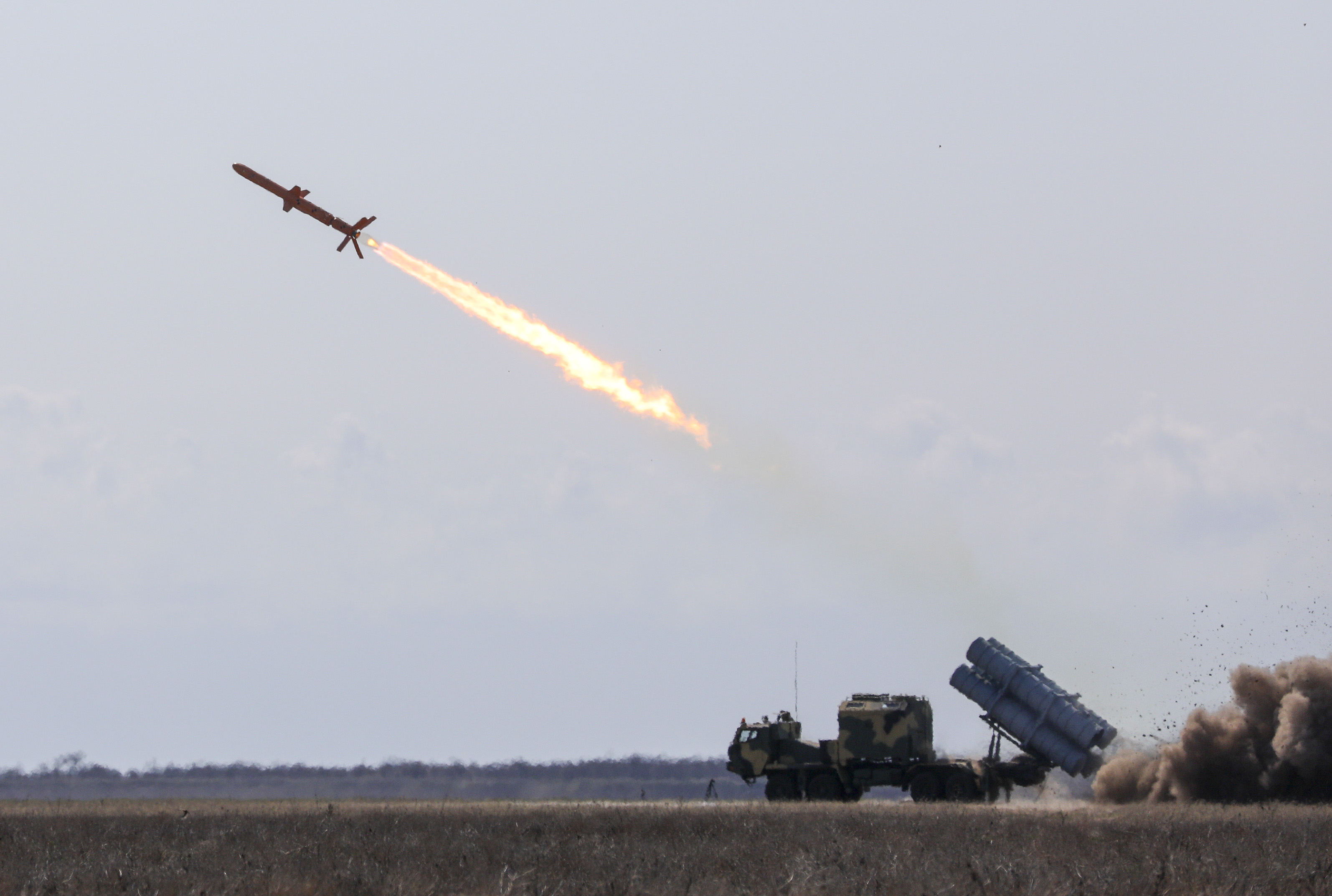
O Neptune num teste de disparo, em 2019.

O R-360 Neptune (ucraniano: Р-360 «Нептун», romanizado: R-360 "Neptun"; em português: "netuno") é um míssil de cruzeiro anti-navio ucraniano desenvolvido pela Luch Design Bureau.
O sistema entrou em serviço na Marinha Ucraniana em março de 2021.

## Histórico operacional

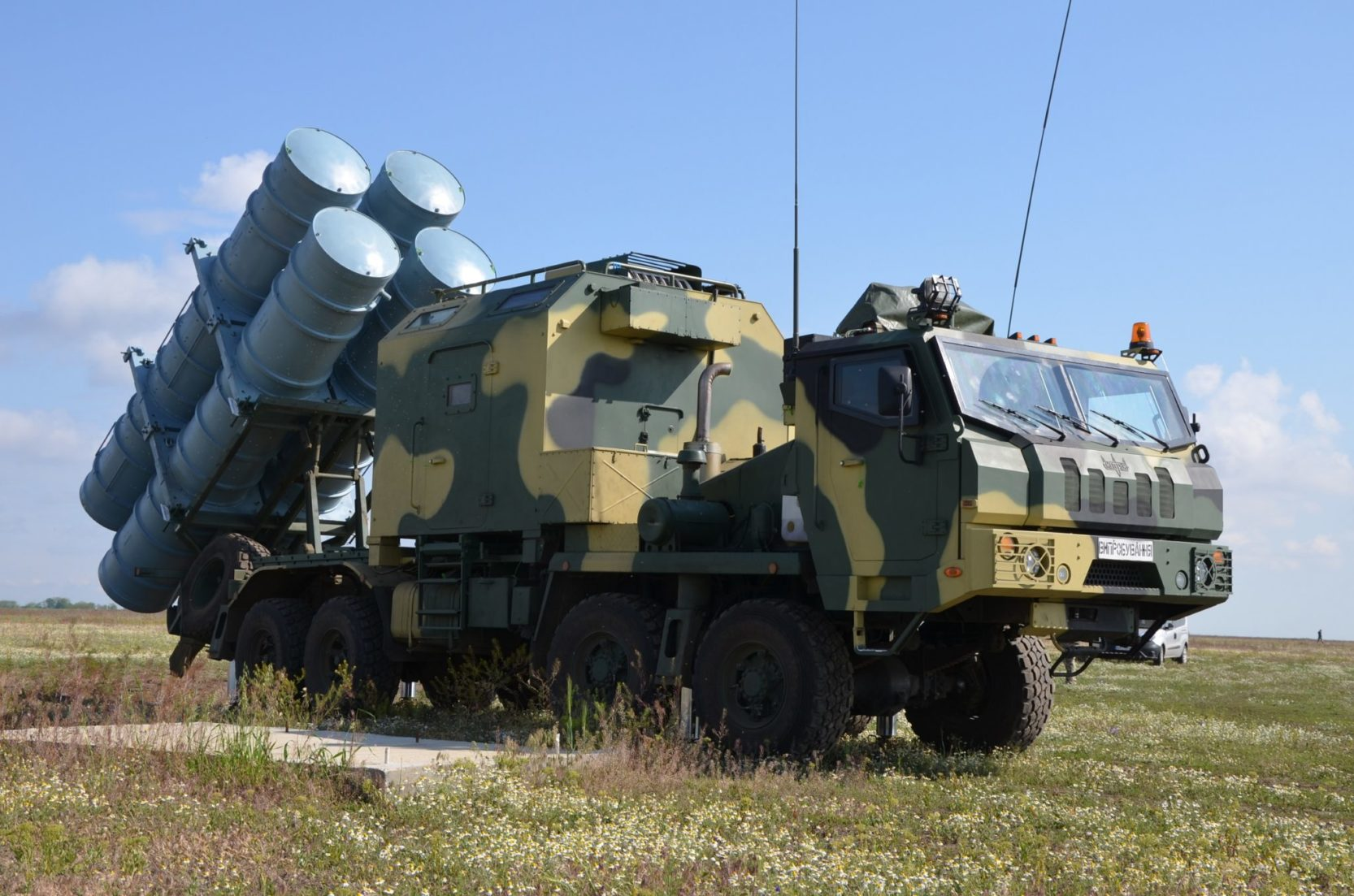
Um lançador montado num chassi de um veículo KrAZ-7634.

Em 13 de abril de 2022, durante a invasão russa da Ucrânia , o cruzador russo Moskva foi atingido por dois mísseis Neptune, resultando em uma explosão de munição.  No entanto, o Ministério da Defesa russo disse que um incêndio causou a explosão de munições e a tripulação foi totalmente evacuada. Isso foi claramente divulgado em toda a imprensa internacional por várias horas após o evento. Em 14 de abril, o governo russo confirmou que a embarcação de fato havia afundado.

## Usuários
Ucrânia
- Marinha da Ucrânia - desde 2021[1]